# آکورد نهم
آکورد نهم (انگلیسی: Ninth chord)، در تئوری موسیقی آکوردی است که دارای یک فاصلهٔ نهم از پایه آکورد در بخش باس با بالاترین نتِ آکورد است.

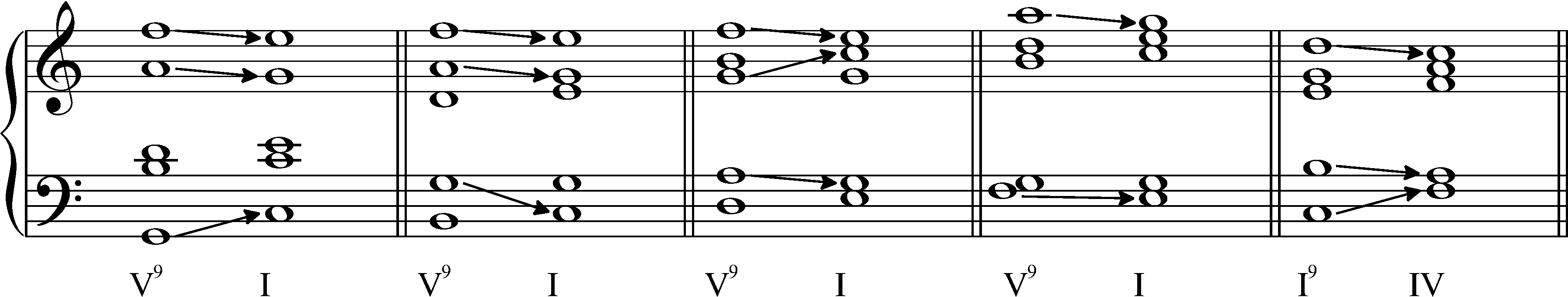
نمونه‌هایی از حل آکورد نهم (V9) از آرنولد شونبرگ: حالت پایگی، معکوس اول، معکوس دوم،
معکوس سوم، حل آکورد درجه یک گام (I9) به چهار (IV)

امروزه آکورد نهم و معکوس‌های آن وجود دارد یا حداقل می‌تواند وجود داشته باشد. هنرجو به راحتی می‌تواند نمونه‌هایی از آن را در ادبیات موسیقی پیدا کند (مانند شب دگرگون و اپرای «سالومه» اثر: اشتراوس). برای حل آکوردِ نهم نیاز به قوانین ویژه نیست و اگر کسی بخواهد مراعات کند باید تابع همان قوانین حل آکورد هفت باشد. به این معنی که نت نامطبوع نهم به یک نت پایین‌تر از خود حل شود و بخش باس یک پرش چهارم به بالا داشته باشد)— آرنولد شونبرگ (۱۹۴۸)

## نهم نمایان
|  |  |  |

بین «آکورد نهم بزرگ» و «آکورد نهم نمایان» تفاوت وجود دارد. آکورد نهم نمایان متشکل از یک آکورد نمایان، هفتم کوچک و یک نهم بزرگ است. آکورد نهم بزرگ با نماد (Cmaj9) از نت‌های (دو، می، سل، سی، ر) است . هنگامی که نماد («major» یا «maj») در کنار نام آکورد قرار گیرد، آکورد نهم بزرگ است. در غیر این صورت وقتی که فقط عدد (9) قرار دارد (C9)، آکورد نهم نمایان است که از نت‌های (دو، می، سل، سی بمل، ر) تشکیل شده‌است. 
- این مثال در درجهٔ پنج گام است و انتظار می‌رود که روی درجهٔ یک گام اصلی (فا ماژور) حل شود: بشنویدⓘ.

در بعضی مواقع فاصلهٔ نهم با تغییرات نیم پردهٔ کروماتیک همراه است و با آلترهٔ نهم آکورد، بر تنش و نامطبوعی آکورد افزوده می‌شود.
در دوران قواعد مشترک پایه آکورد، سوم، هفتم و نهم، رایج‌ترین اجزا آکورد نهم نمایان (V9) را تشکیل می‌دادند و پنجم آکورد معمولاً حذف می‌شود. حل آکورد نهم به‌طور طبیعی از طریق حرکت به پایینِ فواصل هفتم و نهمِ درجهٔ پنج (V9)، به سوم و پنجمِ درجهٔ یک (I) است. 
- نمونه‌ای از آکورد نهم نمایان در شروع قطعهٔ «والس منوئه» اثر فردریک شوپن:

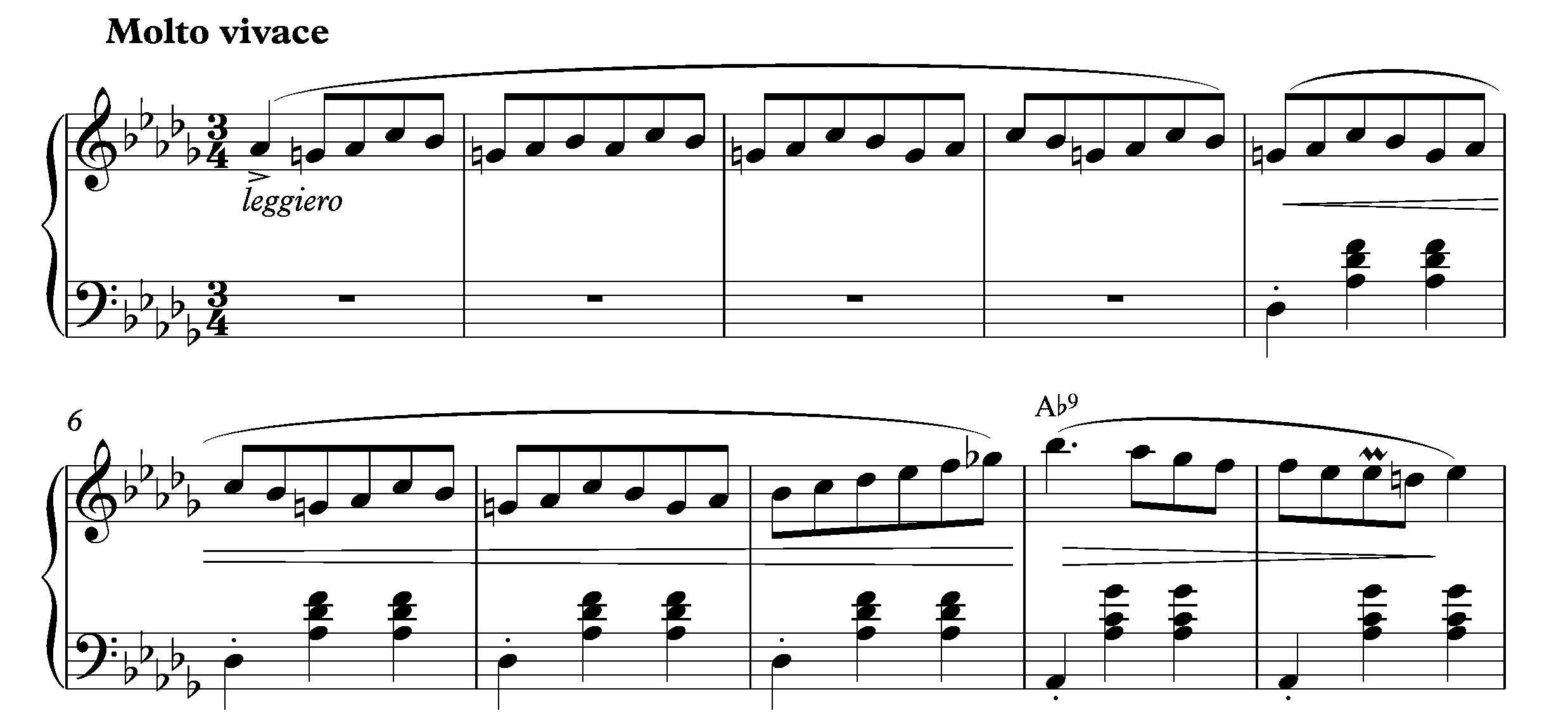
والس شوپن در ر بمل ماژور، اپوس. ۶۴، شماره ۱. یا

- سونات ویولن در لا ماژور اثر سزار فرانک با یک آکورد نهم نمایان (E9) در بخش پیانو آغاز می‌شود و ویولن از میزان پنجم، ملودی را به صورت آرپژ در قالبِ آکورد نهم بیان می‌کند.

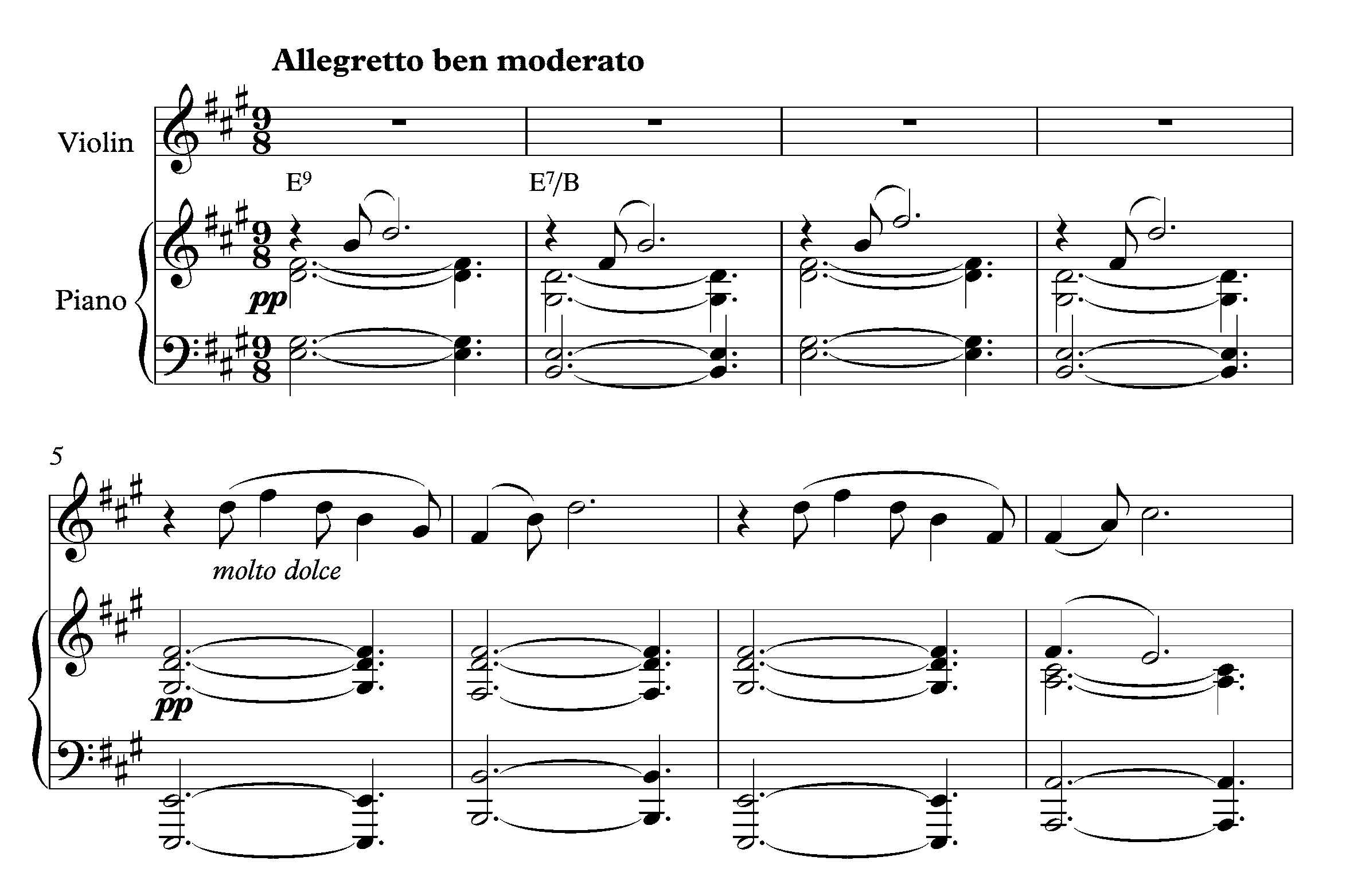
سزار فرانک، سونات ویولن در لا ماژور، شروع میزان‌ها. یا

- کلود دبوسی در دومین قطعه از کتابِ اولِ «تصاویر برای پیانو سولو» با نام «تکریم رامو»، به صورت قدرتمند، گسترده و متنوع از آکورد نهم نمایان، هم به عنوان آکورد و هم به عنوان آرپژ استفاده کرده‌است:

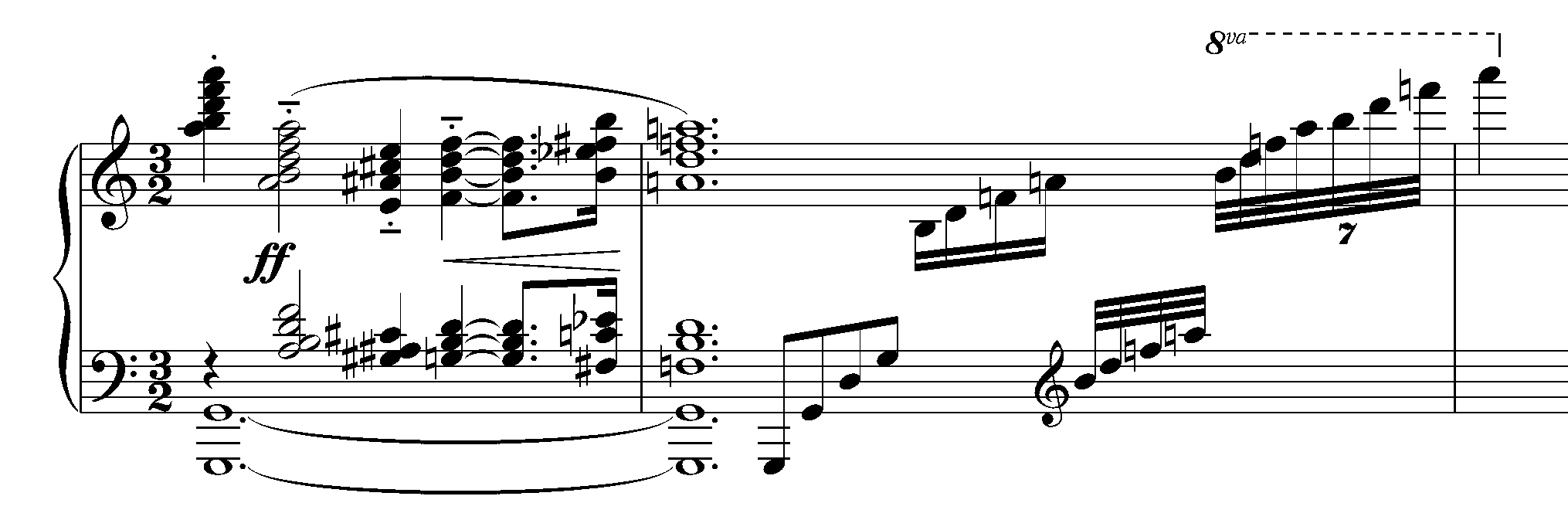
یا

## نهم کوچک نمایان
(آکورد نهم کوچک نمایان روی نُتِ دو)
این آکورد از ترکیب یک آکورد هفت نمایان و یک فاصلهٔ نهم کوچک ساخته می‌شود. در موسیقی جاز و پاپ از نماد (C7♭9) استفاده می‌شود. آکورد نهم کوچک نمایان، صدایی ناخوشایند دارد و برای فضای دراماتیک، وحشت‌زده و تهدیدآمیز مؤثر است.

## نهم کوچک
(آکورد نهم کوچک روی نت دو)
آکورد نهم کوچک از ترکیب یک فاصلهٔ سوم کوچک، پنجم درست، هفتم کوچک و نهم بزرگ تشکیل می‌شود. این آکورد دارای نماد (Cm9) است، صدای «بلوز»تری دارد و دارای تناسب خیلی زیادی با «آکورد نهم نمایان» است.

## نهم بزرگ
(آکورد نهم بزرگ روی نت دو)
آکورد نهم بزرگ از ترکیب یک فاصلهٔ سوم بزرگ، پنجم درست، هفتم بزرگ و نهم بزرگ تشکیل شده‌است و نماد آن (Cmaj9) است.

## آکورد 6/9
(آکورد 6/9 روی نت دو)
آکورد 6/9 یک آکورد پنج‌صدایی است که تشکیل شده از یک «سه‌صدایی» ماژور، به همراه یک ششم بزرگ و یک نهم بزرگ نسبت به نت پایه، که به بالا امتداد دارد و هفتم آکورد حذف می‌شود. نماد این آکورد روی نت دو (C6/9) است و عبارتند از: (دو، می، سل، لا، ر). این آکورد در موسیقی جاز پرتنش محسوب نمی‌شود که نیاز به حل داشته باشد و جایگزینی برای تونیک به حساب می‌آید.